# گودکن
گودکن ۱ یک روستا در ایران است که در دهستان چهارگنبد شهرستان سیرجان واقع شده‌است. گودکن ۱، ۳۲ نفر جمعیت دارد.